# Хартфордский симфонический оркестр
Хартфордский симфонический оркестр (англ. Hartford Symphony Orchestra) — американский симфонический оркестр, базирующийся в Хартфорде, штат Коннектикут. Основан в 1934 г. Несмотря на то, что среди руководителей оркестра в ранние годы были такие заметные музыканты, как Жак Гордон и Леон Барзен, основу общенациональной известности оркестра заложил в 1950-е гг. Фриц Малер — тем более что во время Второй мировой войны оркестр был распущен из-за того, что большинство музыкантов оказались так или иначе заняты в военной или оборонной отрасли, и только в 1947 г. коллектив собрался снова под руководством концертмейстера предвоенного состава Джорджа Хека и декана Школы музыки Хартта Моше Паранова.

## Музыкальные руководители
- Анджело Конильоне (1934—1936)
- Жак Гордон (1936—1938)
- Леон Барзен (1938—1941)
- Джордж Хек и Моше Паранов (1947—1953)
- Фриц Малер (1953—1962)
- Артур Виноград (1964—1985)
- Майкл Ланкестер (1985—2000)
- Эдуард Камминг (с 2002 г.)